# Pleurothallis cordifolia
Pleurothallis cordifolia là một loài thực vật có hoa trong họ Lan. Loài này được Rchb.f. & H.Wagener miêu tả khoa học đầu tiên năm 1854.